# Magda Dyszkiewicz
Magda Dyszkiewicz, właśc. Magdalena Iwona Dyszkiewicz (ur. 12 września 1981) – polska i amerykańska pływaczka, mistrzyni i rekordzistka Polski, medalistka letniej Uniwersjady (2003) w barwach USA.

## Życiorys
Jest córką Krystiana i Iwony Dyszkiewiczów. Ma trzech braci. Jej ojciec był mistrzem Polski w pływaniu, a brat Wojciech medalistą mistrzostw Polski w tej dyscyplinie sportu.
W 1998 wystąpiła w barwach Śląska Wrocław na mistrzostwach Polski seniorów na basenie 50-metrowym, zdobywając złoty medal na 800 metrów stylem dowolnym, srebrny medal na 400 metrów stylem dowolnym i brązowy medal na 200 metrów stylem dowolnym. Na zimowych mistrzostwach Polski w tym samym roku zdobyła złoty medal na 400 metrów stylem dowolnym i 800 metrów stylem dowolnym oraz srebrny medal na 100 metrów stylem dowolnym i 200 metrów stylem dowolnym.
Na basenie 50-metrowym była rekordzistką Polski na 200 metrów stylem dowolnym, z wynikiem 2:02,58 (30.03.2000), czterokrotnie na 400 metrów stylem dowolnym – od 4:18,88 (9.08.1999) do 4:14,11 (14.07.2000), czterokrotnie na 800 metrów stylem dowolnym – od 8:46,92 (7.08.1999) do 8:37,87 (13.07.2000). Jest rekordzistką Polski na 1500 metrów stylem dowolnym, z wynikiem 16:30,50 (13.07.2000).
W 2000 wystąpiła jako zawodniczka Mecklenburg Aquatic Club w amerykańskich kwalifikacjach olimpijskich w pływaniu, zajmując 8. miejsce w finale wyścigu na 400 metrów stylem dowolnym i 7. miejsce w finale wyścigu na 800 metrów stylem dowolnym. W 2001 zdobyła brązowy medal mistrzostw USA w wyścigu na 800 metrów stylem dowolnym, a w 2002 została mistrzynią USA w sztafecie 4 x 200 metrów stylem dowolnym, z zespołem Auburn Aquatics. W 2002 zdobyła także brązowy medal podczas akademickich mistrzostw USA (NCAA) w wyścigu na 500 yardów stylem dowolnym.
Na letniej Uniwersjadzie w 2003 zdobyła dwa medale: srebrny w sztafecie 4 x 200 metrów stylem dowolnym, z wynikiem 8:08,84 i brązowy w wyścigu na 400 metrów stylem dowolnym, z wynikiem 4:12,80.
Rekordy życiowe:
- basen krótki
  - 200 yardów stylem dowolnym – 1:47,29
  - 500 yardów stylem dowolnym – 4:41,93
  - 1650 yardów stylem dowolnym – 16:10,48
- basen długi
  - 200 metrów stylem dowolnym – 2:02,46
  - 400 metrów stylem dowolnym – 4:12,52
  - 800 metrów stylem dowolnym – 8:37,00
  - 1500 metrów stylem dowolnym – 16:30,50